# Репниха
Репниха — деревня в составе Богородского сельсовета Варнавинского района Нижегородской области.
Располагается на правом берегу реки Ветлуги.

## Население
| 1999 | 2002 | 2010 |
| ---- | ---- | ---- |
| 7    | ↗11  | ↘8   |